# Клан Робертсон

Емблема (хрест) клану Доннахайд.

Герб вождів клану Доннахайд.

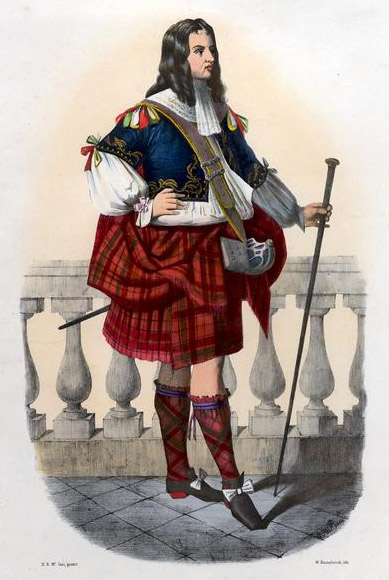
Чоловік з клану Доннхайд або Робертсон у традиційному вбранні. Малюнок художника Р. Р. МакЯна 1845 року.

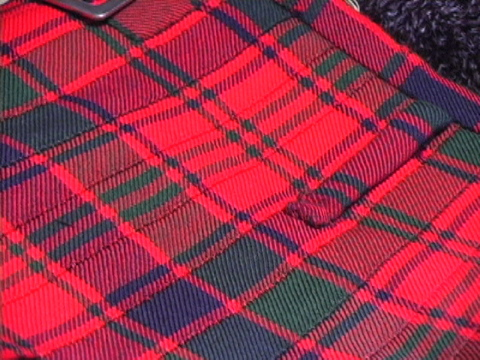
Деталі кілту клану Робертсон.

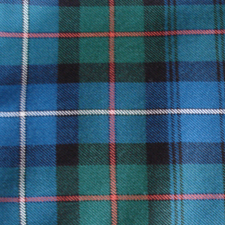
Мисливський варіант тартану клану Робертсон.

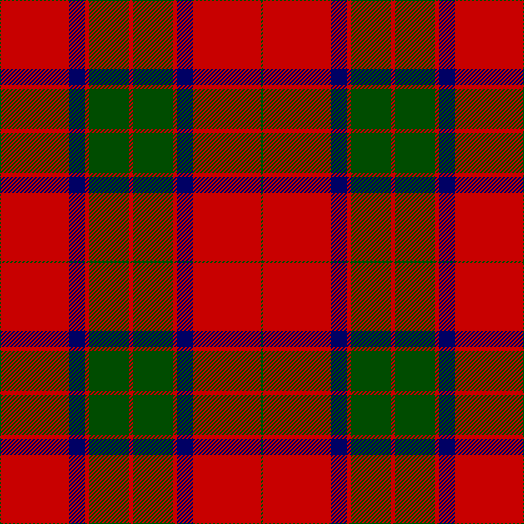
Тартан «Кнандоноквехай» — один з варіанів тартану клану Робертсон. Свого роду «тартан війни».

Клан Доннхайд — (гельск. — Clann Dhònnchaidh) — те саме що клан Робертсон — один з гірських кланів Шотландії. Це один з найдавніших кланів Шотландії відомих історикам, що існують до сьогодні.

## Історія клану

### Походження
Є дві основні теорії щодо, витоків клану Доннахайд:
1. Засновником клану був Донн(а)хад (Дункан) — другий син Ангуса Макдональда — лорда Островів.
2. Клан Робертсон є прямим нащадком кельтських графів Атолл, чиїм предком був король Дункан I (гельск. — Donnchadh) — старший син Малькольма II. Енциклопедія шотландських кланів викладає саме цю теорію походження клану.

### XIV століття— війни за незалежність Шотландії
Вперше в історичних джерелах згадується вождь клану Доннхайд під іменем Доннхад Ревар (гельск. — Donnchadh Reamhar) — згадується він також як «Стаут Дункан» (шотл. — Stout Duncan), згадується його син Ендрю де Атолія (шотл. — Andrew de Atholia). Він був неповнолітнім землевласником і лідером спорідненої групи невеликих кланів навколо Данкельда, Хайлендського Пертширу, і як свідчить легенда, він був вірним прихильником Роберта I Шотландського (король 1306–1329 роках) під час війни за незалежність Шотландії. Він, як вважають, захищав короля Роберта після битви при Метвен (гельск. — Methven) у 1306 році. Літописи клану стверджують, що родичі і послідовники Стаута Дункана (ще не відомі як клан Робртсон) підтримували Роберта Брюса у битві під Баннокберн у 1314 році. Його нащадки стали відомі як Дункансон або гельською Клан Доннахайд (гельск. — Clann Dhònnchaidh) — «Діти Дункана». Дункан, як вважають, були вбитий в битві при Невілл Крос і його місце зайняв Роберт — саме від його імені клан ще називають Робертсон. Брат Роберта, Патрік, був предком в гілки клану Робертсон Луд.

### XV–XVI століття війни між кланами
У 1394 клан відбулася битва між кланами Доннхайд та Ліндсей за участі клану Оіглві— кланами, які сперечалися щодо спадку шерифів Ангус, брали участь у захопленні стад великої рогатої худоби на землях Ангус. Сер Волтер Огілві був убитий в цій битві. Так звані Кландонок'юхай (шотл. — Clandonoquhy) мали в той час репутацію розбійників — вони нападали на стада і викрадали худобу. У часи середньовіччя в Шотландії це вважалося доблестю і було буденним явищем. Хоча вожді клану, здається, завжди були лояльними до королівських династій Брюсів і Стюартів.
Роберт Ріабах (шотл. — Robert Riabhach) або Гріззлед (шотл. — Grizzled) Дункансон — IV вождь клану Доннахайд був переконаним прихильником короля Джеймса I (1406–1437) і був обурений щодо його вбивства в Блекфрайарс в Домініканському чоловічому монастирі в Перті. Він вистежив і захопив двох з вбивць короля — сера Роберта Грема і дядька короля Волтера Стюарта, граф Атолл, коли вони ховалися в Інвервек в землях Атолл, і передав їх прихильникам короля. Вони були замучені до смерті в Грассмаркет в Единбурзі за наказом регентки— вдови Джеймса I — Джоани Бофорт (пом. 1445).
Як подяка за цей вчинок клан Робертсон був нагороджений хрестом, на якому було зображено рука, що захищає королівську корону. Цю відзнаку вручив клану король Яків II (1437–1460) IV вождю клану Доннхайд 15 серпня 1451. У свій час на гербі вождів клану Доннхайд було намальовано під щитом зображення дикої людини в ланцюгах — на знак про захоплення Грема. Вважається також, що саме на честь Роберта Ріабаха клан носить ще одну назву — Робертсон. Джеймс II також подарував клану землі в баронстві Струан, які раніше король конфіскував у інших землевласників Хайленду з Пртширу, зокрема, Глен Еррохті, на берегах озер Лой-Тей та Лох-Раннох. Пізніше ці землі ніколи більше не належали клану Доннхайд.
Роберт Ріабак або Ріах помер у 1460 році від ран, отриманих в бою. Верховенство в племені потім перейшов до його старшого сина — Олександра. Клан Робертсон тоді ворогував з кланом Стюарт з Атолл. Вільям Робертсон — VI вждь клану був вбитbq при спробі повернути землі, які були захоплені Стюартами з Атоллу. VIII глава клану Робертсон теж був убитий, а його брат успадкував маєток.
Храм Струхан (гельск. — Sruthan — «потік») — є парафіяльна церква, заснована ще в часи раннього християнського і названа на честь Святого Філлана (гельск. — Fillan), в місці злиття річок Еррохті та Гарі. Багато хто з середньовічних вождів клану були поховані в цій церкві (хоча окремі пам'ятники, на жаль, не збереглися). Сучасна будівля була побудована на початку ХІХ століття, але збереглися багато давніх надгробків на кладовищі. Доннхад Ревар був похований в парафіяльній церкві Дулл, недалеко від Аберфелді. Останні розкопки давньої церкви Дулл (гельськ. — Dull — «лука») не змогли довести доказів цього поховання, хоча інші були виявлені, поряд з різбленими каменями доби раннього середньовіччя. Останні покоління вождів були поховані в сімейному склепі на території садиби Дуналасдайр (гельск. — Dunalastair), недалеко від Кінлох Раннох (гельск. — Kinloch Rannoch).

### XVII століття— Громадянська війна на Британських островах
Олександр Робертсон -ХІІ вождь клану підтримав Джеймса Грема,І маркіза Монтроз у всіх своїх боях під час Громадянської війни на Британських островах, що охопила також Шотландію. Протягом війни, головним замком клану Робертсон був замок в Інвервек (шотл. — Invervack) — цей замок був спалений військами Кромвеля. Багато архівів та літописів клану були втрачені. Клан Робертсон зіграв важливу роль у бойових діях в битві при Інверлохі (шотл. — Inverlochy) у 1645 році — клан підтримував роялістів, як і більшість шотландських кланів. Олександр Робертсон Луд боровся за Карла I з Англії в битві під Тіппермуйр (шотл. — Tippermuir). У результаті цих військових дій багато володінь клану були спалені і зруйновані військами Кромвеля в помсту за підтримку короля.
У 1653 граф Гленкайрн прибув у Раннох (шотл. — Rannoch) для підтримки Карла II. Він підняв клан МакГрегор з острова Раннох та Олександра Робертсона і повів своїх людей до Феа Коррі (шотл. — Fea Corrie). Обидві сили зустрілися біля Аннат (гельск. — Annat) і пройшли по старому шляху до Лох Гаррі. Але лідери роялістів посварилися між собою, і генерал Кромвеля, Джордж Монк без особливих труднощів переміг у битві під Далнаспідал.
Олександр Робертсон — ХІІІ вождь клану (з 1668 року) приєднався до якобітів у 1689 і був узятий в полон поразки якобітів в битві під Данкельд. Після звільнення він поїхав жити у Францію протягом тринадцяти років, де він служив протягом деякого часу у французькій армії. Він повернувся до Шотландії в 1703 році.

### XVIII століття— повстання якобітів
Олександр Робертсон — ХІІІ вождь клану на чолі 500 воїнів клану Доннхайд виступив на підтримку графа Мар у битві при Шеріффмуйр у 1715 році. Він був узятий в полон, але пізніше врятований і він сховався у Франції. Клан підтримав якобітів і під час повстання 1745 року і виставив 700 воїнів.
Після поразки якобітів у 1746 році землі клану Робертсон були конфісковані, хоча більшість з них були пізніше повернуті в тодішньому вождю клану, ІІ Олександр Робертсону в 1784 році, після того як стало ясно, що Центральне нагір'я повністю умиротворене.

## Септи клану Робертсон
Collier, Colyear, Conlow, Connachie, Dobbie, Dobieson, Dobinson, Dobson, Donachie, Donica, Donnachie, Duncan, Duncanson, Dunkeson, Dunnachie, Inches, MacConachie, MacConlogue, MacConnichie, MacDonachie, MacInroy, MacIver, MacIvor, MacLagan, MacLaggan, MacRob, MacRobb
MacRobbie, MacRobert, MacRobie, MacWilliam, Reed, Reid, Robb, Roberts, Robison, Roberson, Robson, Roy, Stark, Tannoch, Tannochy